# Вулиця Генерала Алмазова (Київ)
Ву́лиця Генера́ла Алма́зова — вулиця в Печерському районі міста Києва, місцевість Печерськ. Пролягає від вулиць Князів Острозьких і Цитадельної до площі Лесі Українки. 
Прилучаються провулок Євгена Гуцала, вулиці Старонаводницька, Степана Ковніра та Арсенальна і бульвар Лесі Українки.

## Історія
Вулиця виникла в середині XIX століття під назвою Німецька (згодом таку ж назву отримала інша вулиця). 1869 року набула назву Бухтєєвська (рос. дореф. Бухтѣевская) або Німецько-Бухтєєвська (за прізвищем міського голови, домовласника Андрія Бухтєєва). 
На початку березня 1912 року, з приводу 100-річчя Бородінської битви, міська дума ухвалила порушити клопотання про перейменування вулиці на Кутузовську, на честь російського полководця, київського генерал-губернатора Михайла Кутузова, однак це перейменування не було затверджено. У лютому 1915 року міський голова Іполит Дьяков повідомив Міську управу, що він доручає їй повторно внести в думу питання про перейменування вулиці після закінчення війни. 
У 1938 році Німецько-Бухтєєвську вулицю було перейменовано на вулицю Сурикова (назва на честь Василя Сурикова, у 1961 році частину її вздовж Васильківського укріплення київської фортеці (від другої до третьої башти) приєднано до вулиці Щорса — сучасної вулиці Євгена Коновальця).
У 1944 році вулиця набула назву Кутузовська, причому в постанові було вказано, начебто назва відновлювалася як стародавня та зв'язана з історією міста. У 1977 році назву уточнено як вулиця Кутузова.
У нинішніх межах з 2000 року, коли кінцеву частину вулиці Кутузова було перейменовано на честь Михайла Задніпровського.
Сучасна назва на честь українського військового і громадського діяча, генерал-хорунжого Армії УНР Олександра Алмазова — з 2016 року.

## Установи та заклади
- Центральний офіс Райффайзен Банк Україна (буд. № 4а)[14]
- Центральний державний архів громадських об'єднань України (буд. № 8)
- Інститут політичних і етнонаціональних досліджень ім. І. Ф. Кураса НАН України (буд. № 8)
- Бібліотека «Книголюб» (буд. № 14)
- Фонд державного майна України (буд. № 18/9)